# Сухий Карасук
Сухий Карасук (рос. Сухой Карасук) — село Чойського району, Республіка Алтай Росії. Входить до складу Паспаульського сільського поселення.
Населення — 2 особи (2015 рік).